# Kane County (Utah)
Kane County je okres ve státě Utah v USA. K roku 2010 zde žilo 7 125 obyvatel. Správním městem okresu je Kanab. Celková rozloha okresu činí 10 641 km².